# Гложене (област Враца)
 За другото българско село вижте Гложене (Област Ловеч).  
Гло̀жене (стара форма на името – Глъжене) е село в Северозападна България. То се намира в община Козлодуй, област Враца.

## География
Землището на селото се намира на надморска височина 58 м. в северозападна България и е част от географската област „Златия“. Разположено е на левия бряг на Огоста, като с малки изключения теренът е равнинен. Отстои на около 13 км от общинския център Козлодуй, на 67 км от областния център Враца, и на 180 км от столицата София. Съседни селища са селата Хърлец, Бутан, Софрониево и гр. Мизия. Приема се, че името Гложене е свързано с широко разпространения храст глог.

## История
Според ст. н. с. Богдан Николов (археолог и краевед – автор на книгата „От Искъра до Огоста“) в центъра на селото са разкрити останки от средновековно селище, датирано във времето от XI до XIV век. А според различни предания може да се заключи, че първите заселници на Гложене и съседните села са пристигнали от Балкана и Предбалкана, търсейки по-сигурно препитание в земеделието, скотовъдството и риболова.
В същото време според Кратка българска енциклопедия (1964 г.) с днешното си име селото се споменава в турски документ от 1674 г. При първото преброяване на населението на Княжество България на 1 януари 1881 г. броят на жителите на селото (тогава Глъжене, околия и окръг Рахово – днешно Оряхово) е 1177 души. През 1962 г. е наброявало 3696 жители. В западната част на землището се намира един от трите исторически окопа (дълбоки ровове), започващи от р. Дунав при Козлодуй и продължаващи в югоизточна посока, които са очертавали западната граница на Аспарухова България. Тук е бил разположен пограничен Аспарухов гарнизон, а мястото дълги години преди кооперирането на земята е наричано „Окопа“.
При избухването на Балканската война през 1912 година трима души от Гложене са доброволци в Македоно-одринското опълчение, а от документите, съхранявани в Централния военен архив, се вижда, че в списъка на личния състав на опълчението фигурират имената на: Каладжииски Иван – 25 годишен, с. Гложене, Оряховско: 1-ва рота на 5-а Одринска дружина – (К – 37); Комшииски Иван – 25 годишен, с. Гложене, Оряховско: 1-ва рота на 5-а Одринска дружина: (К – 307) – убит; Първанов Тошо (Тоню), – 48 годишен, с. Гложене, Оряховско: 3-та рота и нестроева рота на 5-а Одринска дружина. (К – 1448) В този аспект има основания да се счита, че фамилните имена, с които са записани двамата Ивановци, не са истински, защото:
- между старите и известни гложенски фамилии (родове), упоменати в книгата на ст.н.с. Богдан Николов „От Искъра до Огоста“, няма такива с имената Каладжииски и Комшииски;
- при започване на Балканската война 1912 г. е обявена всеобща мобилизация, от която със сигурност се е отклонил т.нар. Иван Комшииски, а вероятно и Иван Каладжииски. Пред заплахата от военен съд за дезертьорство, същите решават да се присъединят към Македоно-одринското опълчение, отправяйки се към южната граница на България;
- загиналият (убит) при сражение с турската войска със сигурност е доброволецът Иван Лазаров Ганов (с майка Петра и баща Лазар Ганов Кръстев), а завърналите се живи опълченци Иван и Тоню съобщават на родителите му мястото, където е загинал и погребан техният другар. Като спомен за Иван Лазаров Ганов е негов портрет в четническа униформа, който се е съхранявал в дома на брат му Станкол Лазаров Ганов.
В центъра на селото е изграден паметник на загиналите във войните за независимостта на България.

## Население
Преброяване на населението през 2011 г.
Численост и дял на етническите групи според преброяването на населението през 2011 г.:
|                     | Численост | Дял (в %) |
| Общо                | 2748      | 100,00    |
| Българи             | 1838      | 66,88     |
| Турци               | 0         | 0,00      |
| Цигани              | 553       | 20,12     |
| Други               | 0         | 0,00      |
| Не се самоопределят | 7         | 025       |
| Неотговорили        | 345       | 12,55     |

## Икономика
Икономиката на селото се определя от двете трудово-кооперативни земеделски стопанства (ТКЗС), едното от които е в северната част на селото, а другото – в неговата южна част. След тяхното обединяване дългогодишен председател е Стефан Георгиев Барчов. Основният поминък е свързан със земеделие и животновъдство. Отглеждани са пшеница, царевица и ечемик, както и техническите култури – слънчоглед и памук.
През 1950 г. в селото са организирани женски демонстрации против масовизацията на земеделското производство и кооперирането на нивите и инвентара в ТКЗС.
В землището на селото е функционирала маслобойна, която преработва слънчогледа в олио, както и две мелници, едната от които използва водите на р. Огоста, а другата използва мазут, като водната мелница е известна като „Йончовата воденица“, а мазутната – „Голювата воденица“
По-късно е изграден цех за преработка на коноп, който гложенчани наричат „Конопената фабрика“, а още по-късно на територията между с. Букьовци (понастоящем гр. Мизия) и с. Гложене е построен „Хартиено-целулозен комбинат“; те по съвкупност създават работа и задържат част от жителите на селото от миграция.

## Просвета
За начало на училищното образование се смята 1872 г., когато за учебни занимания е използвана част от църквата, а по-късно през 1894 г. е построено първото училище. От средата на 20 век в селото функционират две начални училища, разположени съответно в неговата северна и южната част, носещи имената на П. Р. Славейков и на братята Кирил и Методий. Освен това функционира прогимназиално (основно) училище „Христо Ботев“, намиращо се в централната част на селото, в което се учи до седми клас. Основното училище има своя страница в Интернет.

## Култура
Културата се формира най-вече от дейностите и мероприятията, организирани от читалище „Яким Деспотов“, с председател Виолета Маринова, включващо библиотека с читалня, репетиционни зали и киносалон. Към него през шестдесетте и седемдесетте години на миналия век функционира театрална трупа, хоров и танцов състав, кино и др.
В читалището през зимата са провеждани празнични тържества и други забавни вечери, с участието на общинската духова музика, създадена под влиянието на самобитния музикант и композитор Дико Илиев. Без музиката не минава нито едно общоселско тържество и манифестация, не минава нито една сватба и увеселение.
През второто десетилетие на този век голяма популярност придобива ученическият духов оркестър при читалището, участващ в много тържества и конкурси, за което е носител на различни отличия.

## Спорт
Спортът като цяло се характеризира с наличието на футболен отбор, който през шестдесетте и седемдесетте години на миналия век се състезава успешно в „А“ окръжна група, като по-изявени футболисти аматьори са Деко Тодоров Кръстов, Борис Асанов Салтов (Бени) и други. В същото време и по различни празници в селото се провеждат конни надбягвания (Тодоров ден), както и състезания по лека атлетика и други спортове. През 60-те години на миналия век гложенчанинът Иван Николаев е армейски първенец в бягането на средни разстояния.

## Природа
Природата се характеризира от равнинния терен и зеленината по поречието на р. Огоста, с гората, намираща в южната част на землището, наречена „Бранището“, както и с допълнително създадената тополова гора в ниската северна част на землището. Част от природните забележителности са били „Старите лозя“, разположени на невисок хълм в югоизточната част на землището, както и другата гора, намираща се в тази посока, наричана някога „Лъгът“.

## Климат
Климатът е умереноконтинентален, характерен с топлото, често и горещо лято, както и със снежната и студена зима. Река Огоста е създавала възможност за разхлада в летните горещини, като много от децата на селото именно тук са се научили да плуват.

## Вероизповедание
Преобладаващото вероизповедание в селото е християнското, за изявяването на което решаваща роля има действащата църква „Света Тройца“.

## Кметство
През различни периоди от времето кметството е променяло своята териториална характеристика, като е било обединявано със с. Хърлец, след това е обединено със с. Букъовци, при което е създаден гр. Мизия. В сегашно време функционира като самостоятелно кметство, включено в състава на община Козлодуй. Дългогодишни кметове с принос в обогатяването и изграждането на неговата инфраструктура са Никола Семков, Петър Велков и др. Сегашен кмет на селото е Петко Иванов Петков, който полага усилия за поддръжка на инфраструктурата и доразвиване на традициите, създадени в миналото.

## Личности, родени и живели в Гложене
В селото са родени, трудили и живели изявени в различни области личности, между които:
- Петко Велчев, български революционер от ВМОРО, четник на Васил Аджаларски[6]
- Петър Янков, български революционер от ВМОРО, четник на Васил Аджаларски и на Никола Груйчин[7]
- Румен Сурджийски – кинорежисьор, автор на редица филми и театрални постановки.